# Halictus vansoni
Halictus vansoni är en biart som beskrevs av Cockerell 1935. Halictus vansoni ingår i släktet bandbin, och familjen vägbin. Inga underarter finns listade i Catalogue of Life.